# 水戸ライトハウス

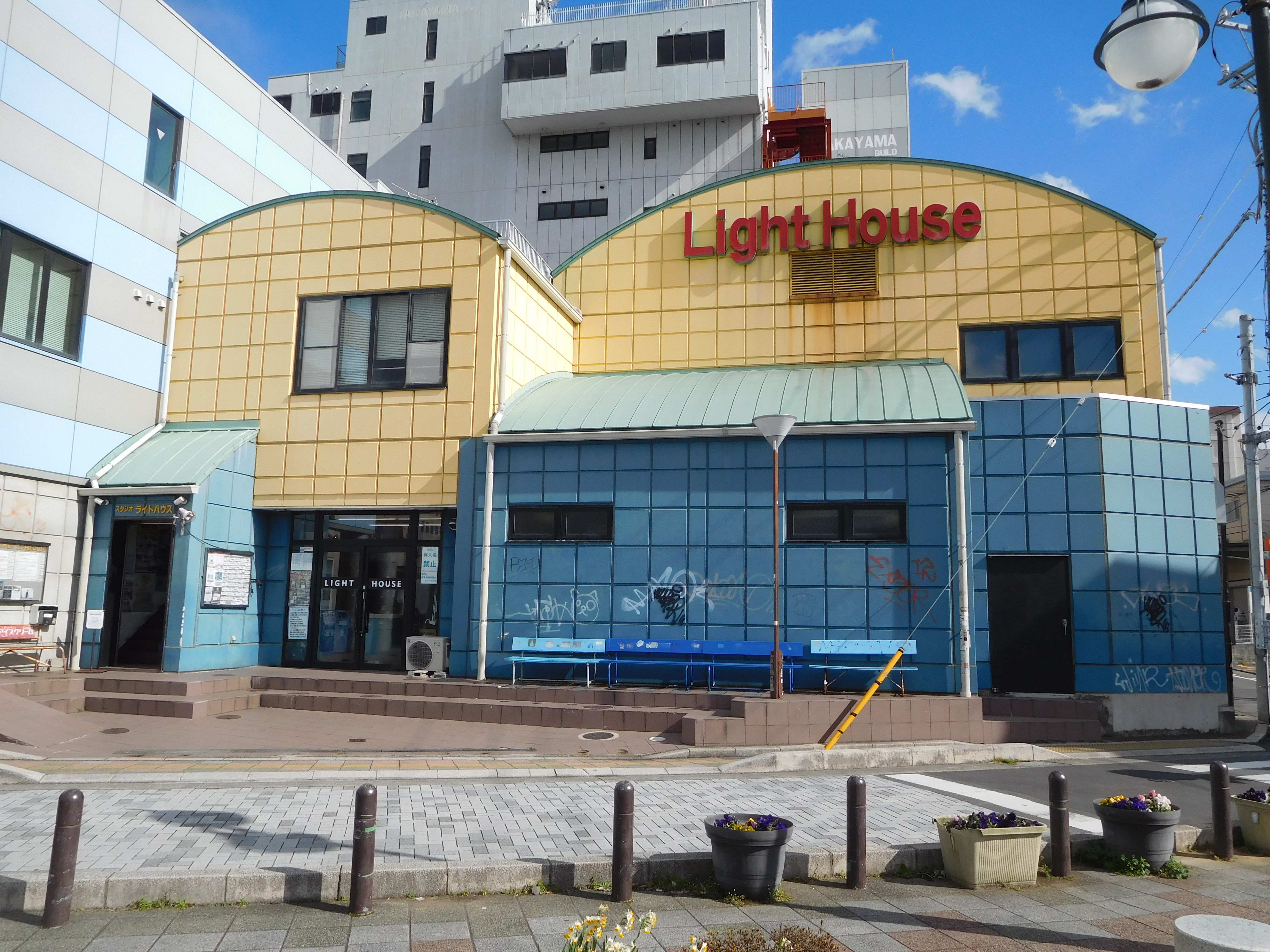
水戸ライトハウス（2020年）

水戸ライトハウス（みとライトハウス、mito LIGHT HOUSE）は、茨城県水戸市南町三丁目に存在するライブハウス。

## 概要
水戸ライトハウスは、スタジオ部分とライブハウス部分に大きく分けられる。
2019年（平成31年）2月現在の店長は2代目で、ライトハウスの創業間もない頃からバンドマンとして通っていた人物である。店長自らがブッキングを手掛け、音楽家として以前に同じ人と人としての関係を重視している。
ライトハウス出身のアーティストにTHE BACK HORNやgoomieyがいる。特にTHE BACK HORNの山田将司と店長は親交が深く、2人で茨城放送の『よかっぺらじお』というラジオ番組のパーソナリティを務めている。

### 水戸ライトハウス
ライトハウスのライブを行う部分である。
収容人員350人。
いわゆる「小箱」に相当するライブハウスであるが、天井が高く演出やライティングに制限が少ない。
スペースは大きくないが二階席(スタンディングで50人ほど)もあり、動員が多い場合や、来場者の都合により開放される場合がある。

### スタジオライトハウス
ライブスペースであるライトハウス脇の階段を登り、三階がスタジオライトハウスである。
一般的な音楽スタジオとしての貸し出しを行っている。
また、ライブが行われている場合のクロークの受け付けはこちらで行われる。

## 歴史
1989年（平成元年）11月、水戸市の酒屋の地下の空きスペースを利用して開業した。当時の水戸はメジャーなバンドがライブツアーに来る街ではなく、地元の学生らのバンドがライブを開催していた。創業者は元ロックギタリストで、茨城県発のバンドが北関東レベルの大会でも上位入賞できない当時の状況を見て、練習や演奏の場を作りたいという思いから開業した。ライトハウスは練習・録音スペースを併設した茨城県唯一のライブハウスとして受け入れられ、年間800組のバンドがライブを開き、「水戸市内で最も若者が集まる場所」と呼ばれるまでになった。
1996年（平成8年）にライブハウスが都市計画の対象地に含まれることになったため、1998年（平成10年）に現在置へ移転し、後に2代目店長となる人物が経営にかかわるようになった。ライトハウスには東京からプロの音楽関係者が新人発掘に訪れるようになり、多くのバンドが巣立っていったが、その一方で夢破れて水戸へ戻って来る若者もまた多かった。ライトハウスでは夢を追いかける若者を支援しようと1999年（平成11年）に自主レーベル「ライトハウス」を立ち上げ、CDの制作を開始した。
2004年（平成16年）より、「水戸ライトハウス感謝祭」という入場無料のライブイベントをほぼ毎年開催している。無料のイベントをきっかけに、ライブハウス未経験者を呼び込もうという取り組みである。
2011年（平成23年）3月の東日本大震災の際には、発災から1 - 2週間は営業することができず、落ち着いてきてからもキャンセルが相次ぎ経営危機になった。そうした中でBRAHMANが「幡ヶ谷再生大学 茨城キャンパス」と題したライブイベントを開催し、復興の契機を作った。
2019年（平成31年/令和元年）に開業30周年を迎え、同年7月より同じく30周年を迎えた千葉LOOK（千葉市）と共催で「カントーロード〜30周年SPECIAL〜」と題した対バンイベントを開催した。